# Michel Platini
Michel François Platini, född 21 juni 1955 i Jœuf, Meurthe-et-Moselle, är en fransk före detta fotbollsspelare, fotbollstränare och fotbollsfunktionär.

## Biografi

### Spelarkarriär
Platini inledde sin spelarkarriär i det franska laget Nancy, men hade sin storhetsperiod i italienska Juventus som offensiv mittfältare. Han vann skytteligan i Serie A tre år i rad: 1982-1983, 1983-1984, och 1984-1985. Han är den enda spelaren som blivit utsedd till Europas bästa tre år i rad, 1983, 1984 och 1985. I Frankrike bär han smeknamnet Le Roi - kungen.
Med Juventus blev han också ligamästare tre gånger samt mästare i både Cupvinnarcupen och Europacupen för mästarlag. Han utmärkte sig genom sin fina teknik, spelsinne och inte minst sina många frisparksmål.
Platini var lagkapten för det franska fotbollslandslaget som tog sig till semifinal i VM både 1982 och 1986. Båda gångerna förlorade Frankrike semifinalen mot Västtyskland. Platini var också den stora anledningen till att Frankrike vann EM 1984 genom sina hela nio mål under slutspelets fem matcher. Efter den aktiva karriären utnämndes han 1988 till förbundskapten för Frankrike. Han ledde laget i EM 1992, varefter han avgick.
1992 tände han den olympiska elden för de Olympiska vinterspelen 1992 i Albertville.

### Idrottsledare
Den 26 januari 2007 blev Platini president för Uefa som efterträdare till Lennart Johansson och blev sedan omvald två gånger: 2011 och 2015.

#### Avstängning
Michel Platini och Sepp Blatter stängdes av från all fotboll i åtta år från och med den 21 december 2015, av Fifas etiska kommitté, för att ha överträtt sina befogenheter och genomfört ”olovlig utbetalning” (korruption). Blatter hade 2011 genomfört en olaglig penningtransaktion till Platini på motsvarande 17,2 miljoner kronor. Blatter och Platini hävdar att beloppet var den sista ersättningen för arbete som Platini utförde åt Fifa 1998-2002. Ett ”konsultarvode” för arbetsuppgifter som ska ha utförts tio år tidigare. Den etiska kommittén ansåg att det inte fanns någon laglig grund för betalningen.
Den 7 januari 2016 drog Platini tillbaka sin kandidatur till Fifa-president.
Fifas appellationskommitté avslog 24 februari 2016 Platinis överklagande och begäran om att frikännas, men sänkte avstängningen från åtta till sex år. Platini dömdes även till att betala 80 000 schweizerfranc, motsvarande 680 000 kronor i böter. Han överklagade sedan till CAS, som offentliggjorde sin dom 9 maj 2016. CAS förkortade straffet ytterligare, till fyra år och minskade även bötesbeloppet till 60 000 schweizerfranc, drygt 500 000 kronor. Efter CAS-domen meddelade Platini att han skulle lämna ordförandeskapet i Uefa efter nästa kongress och att han ska dra sitt fall vidare till en schweizisk domstol. Uefa ville inte välja en ny ordförande förrän Platinis överklagande hade behandlats och fortsatte att avlöna honom tillsvidare.

## Meriter
- VM i fotboll: 1978, 1982, 1986
  - VM-brons: 1986
  - VM-semifinal: 1982
- EM i fotboll: 1984
  - Europamästare 1984
  - EM-skyttekung 1984 (9 mål)
- Europacupen för mästarlag: 1985
- Förbundskapten för Frankrikes herrlandslag i fotboll
- Vann Guldbollen tre år i rad på 1980-talet: 1983, 1984, 1985
- Tände den olympiska elden vid olympiska vinterspelen 1992